# Ben Bocquelet
Benjamin « Ben » Bocquelet (né le 27 juin 1980) est un producteur, animateur et scénariste franco-britannique.

## Biographie
Il est notamment connu pour la création de la série d'animation Le Monde incroyable de Gumball coécrit avec James Lamont et Jon Foster. Il est également le réalisateur du court-métrage The Hell's Kitchen en 2003 dans le cadre de ses études à l'EMCA. Une fois la création de Cartoon Network Development Studio Europe en 2007, Ben Bocquelet est embauché pour aider de nouveaux employés à réaliser leurs projets pour la chaîne après la dissolution des studios Nickelodeon et Jetix en Europe.  Cependant, lorsque le studio décide de laisser ses employés développer leurs propres idées, il décide d'utiliser chaque personnage précédemment rejeté qu'il avait créé pour des publicités et de les placer dans une série d'animation. Daniel Lennard, vice-président du développement et des séries originales chez Turner Broadcasting UK, approuve cette idée ainsi que la création d'une série de ce type.

## Le Monde incroyable de Gumball
Après avoir quitté le Studio Aka (en), Phil Hunt, directeur créatif chez Studio Aka, encourage Bocquelet à le rejoindre aux studios Cartoon Network de Londres, au Royaume-Uni. Il aide à la création de développement d'animation et également de ses propres idées. Son idée se basait sur une émission d'Adult Swim intitulée Gumball focalisée sur des personnages de cartoon rejetés, mais les producteurs ont refusé l'idée car trop oppressante. Il revoit le concept et décide d'en faire une série d'animation familiale. L'idée est acceptée et le développement du Monde incroyable de Gumball est fait. Il attribue à certains de ses personnages le nom de ses connaissances, comme Nicole et Anaïs. La famille Watterson elle-même a été nommée en référence au créateur de Calvin et Hobbes, Bill Watterson.

## Filmographie
| Date | Titre                          | Rôle                        | Notes         |
| ---- | ------------------------------ | --------------------------- | ------------- |
| 2003 | The Hell's Kitchen             | Coscénariste, coréalisateur | Court-métrage |
| 2006 | The Little Short-Sighted Snake | Designer                    | Court-métrage |

### Télévision
| Projet                         | Date de diffusion | Chaîne          | Crédit (rôle)                               | # de l'épisode |
| ------------------------------ | ----------------- | --------------- | ------------------------------------------- | -------------- |
| Le Monde incroyable de Gumball | 2011-2019         | Cartoon Network | Créateur, coscénariste, producteur exécutif | 240 épisodes   |